# Escales
Escales è un comune francese di 366 abitanti situato nel dipartimento dell'Aude nella regione dell'Occitania.

## Società

### Evoluzione demografica
Abitanti censiti

## Luoghi
All'interno del territorio comunale si trovano due importanti punti di riferimento: la vecchia torre, che richiede una passeggiata attraverso una collina boscosa, e la chiesa, situata nel centro del villaggio.

### La torre
Un buon esempio di torre fortificata a pianta quadrata si trova a sud-est del villaggio, a circa 1 km di distanza. Dalla base della torre non è più possibile vedere il villaggio, poiché l'area circostante è ormai boscosa, tuttavia è più alta di 100 metri rispetto al villaggio stesso. Oggi manca un'ampia porzione di castelletto. Fu abbandonata nel XVII secolo: fino ad allora era una casa padronale di forma quadrangolare, con mura spesse 1,90 metri. La torre fu ristrutturata e innalzata nell'XI secolo da 6 metri a 18 metri di altezza. La sua duplice funzione era quella di torre di avvistamento per evitare che gli invasori spagnoli marciassero su Carcassonne e di torre di segnalazione con due torce accese poste sulla piattaforma superiore. La piattaforma superiore è stata rinforzata nel 1980, dove in origine si trovava la zona abitativa principale. Recenti scavi hanno portato alla luce molti pezzi di ceramica nera e cocci di bottiglie di vetro che confermano l'occupazione dall'inizio dell'XI secolo al XV secolo da parte di una colonia di ebrei. Secondo la leggenda, la torre originale fu costruita in epoca romana.

### La sorgente
Direttamente accanto alla chiesa, la sorgente funziona ancora oggi. A partire dal II secolo le fu dato il nome di "Fontaine de Goltron". È menzionata anche in un atto del 1096 con il nome di Fontaine de Goltrem. In origine il villaggio di Escales si chiamava la Tourette, e in epoca romana questo piccolo villaggio si espanse intorno alla sorgente.

### La chiesa
Nel villaggio si trova un imponente esempio di chiesa romanica. Costruita sul sito di una sorgente, è stata ampliata nel XVIII e XIX secolo, ma l'edificio principale con la distinzione di tre absidi, una grande centrale e due più piccole ai lati, risale all'XI secolo. L'altare è ricavato da un sarcofago romano in marmo del I o II secolo.